# Kanafjöll
Kanafjöll är en kulle i republiken Island. Den ligger i regionen Suðurland, 180 km öster om huvudstaden Reykjavík. Toppen på Kanafjöll är 441 meter över havet, eller 69 meter över den omgivande terrängen. Bredden vid basen är 1,9 km.
Trakten runt Kanafjöll är nära nog obefolkad, med mindre än två invånare per kvadratkilometer. Närmaste större samhälle är Kirkjubæjarklaustur, omkring 16 kilometer öster om Kanafjöll. Trakten runt Kanafjöll består i huvudsak av gräsmarker.